# Xavier Turull i Ventosa
Xavier Turull i Ventosa (Barcelona, 23 de abril de 1896 - 25 de junio de 1934) fue un arquitecto español, autor de las casas baratas del barrio de Horta y de diversas obras en La Garriga.
Después de estudiar en los Jesuitas de Caspe, Francesc Xavier Turull comenzó la carrera de arquitectura en el año 1912, y terminó en 1920. En los últimos años de la carrera trabajó para el arquitecto Bernardí Martorell. El 17 de junio de 1931 fue admitido en el GATCPAC (Grupo de Artistas y Técnicos Catalanes para el Progreso de la Arquitectura Contemporánea). En el año 1932 fue nombrado arquitecto de la Junta Provincial de Beneficencia de Barcelona. Murió una noche de verbena por un desgraciado accidente pirotécnico.
Su hijo, Xavier Turull i Creixell, fue violinista y compositor, y su nieto Xavier Turull i Piera es percusionista del conjunto Ojos de brujo.

## Obras
- 1924, reforma de la "Torre dels Ocells" (Can Creixell), de La Garriga (Ronda del Carril 78)
- 1924, escuela San Luis de La Garriga (ronda del Carril)
- 1924, Casino de La Garriga
- 1925, Patronato parroquial de La Garriga (Paseo de La Garriga)
- 1925, reforma de la "Casa Carlos Vives i Pujol" (Casa Ramos)[2] de La Garriga (plaza del Silencio)
- 1926, "Casa Joan Font i Creus" de La Garriga (calle del Forn)
- 1927, taller en la calle Diputación, en Barcelona
- 1928, casas baratas de Horta (Grupo de Viviendas Ramon Albó): 534 casas[3]
- 1928, proyecto para el nuevo santuario de la Virgen de la Soledad ", en Badajoz, que no se realizó. El nuevo templo fue obra de Martín Corral Aguirre[4]
- 1930, tienda en la calle Santa Clara, de Vich[5]
- 1930, "Casa Avel·lí Montenegro" en Sitges (calle de Roma 13)
- 1932, ampliación de la casa "Josep M. Valón", en El Masnou, hecha en 1935 por Pere Benavent de Barberà sobre planos de Xavier Turull
- 1933, "Casa Esteve Fernández" y hangar para avioneta en La Garriga[6] (en el lugar de Rosanes)
- 1933, casa "Niceto Herraiz", El Masnou

## Enlaces
- La Garriga, patrimonio y memoria: un paseo por los escenarios de la Guerra Civil, con fotografías y plano urbano (enlace roto disponible en Internet Archive; véase el historial, la primera versión y la última).
- http://www.tdx.cat/handle/10803/96121. Tesi doctoral per Carolina Pujol Soler